# Plymouth Colony

Karte von Plymouth Colony mit den Siedlungsnamen

Plymouth Colony war eine von separatistischen Kongregationalisten und Anglikanern 1620 auf dem Boden des heutigen US-Bundesstaates Massachusetts gegründete englische Kolonie, die 1691 an die größere Massachusetts Bay Colony angeschlossen wurde.
Die religiösen Überzeugungen der Separatisten, deretwegen sie in England verfolgt worden waren, prägten das soziale und rechtliche System der Kolonie, das im Mayflower-Vertrag vom 21. November 1620 festgelegt wurde. Viele Amerikaner feiern jedes Jahr im November am Thanksgiving Day die Erinnerung an das erste Erntedankfest der Pilgerväter, das im Oktober 1621 in Plymouth stattfand.

## Vorgeschichte

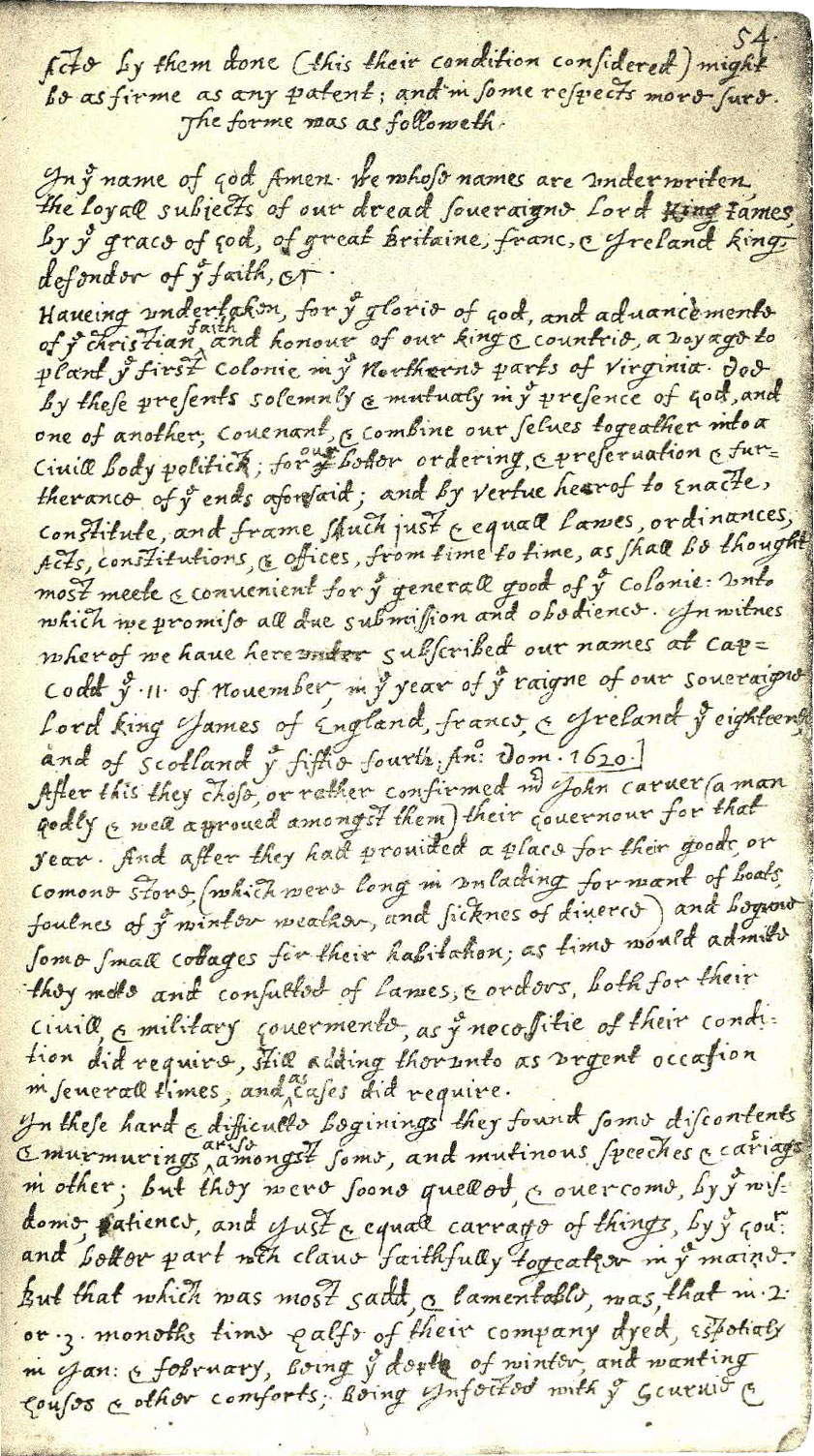
William Bradfords Abschrift des Mayflower-Vertrags

Um der Verfolgung durch die anglikanische Staatskirche zu entgehen, wanderte 1608 eine Gruppe von Separatisten unter der Führung von Pastor John Robinson, dem Handwerker William Bradford und William Brewster, einem Kirchenältesten, aus Scrooby (Nottinghamshire) in die Niederlande aus, zuerst nach Amsterdam, ein Jahr später nach Leiden. Dort genossen sie zwar Glaubensfreiheit, durften aber nur schlecht bezahlte Arbeit verrichten. Außerdem fürchteten sie, ihre Kinder würden sich ihren Eltern entfremden. Deshalb kehrte ein Teil der Separatisten 1619 vorübergehend nach England zurück. Dank der vom Eisenwarenhändler Thomas Weston gegründeten Aktiengesellschaft erhielten sie am 2. Februar 1620 ein Landpatent der Virginia Company of London. Am 1. August legten sie in Southampton mit dem Segelschiff Speedwell ab, mussten aber wegen dessen Seeuntüchtigkeit durch Leckage in Plymouth erneut anlegen. Am 6. September 1620 verließen sie mit der Mayflower, einem gecharterten Handelsschiff, den Hafen und gelangten am 11. November, 66 Tage später, an die nordamerikanische Küste bei Cape Cod. An Bord waren 102 Passagiere, es waren auch anglikanische Auswanderer darunter, die von den Separatisten „Fremde“ (englisch: strangers) genannt wurden. Da ein starker Sturm die Weiterfahrt und Landung in Virginia verhinderte, das Landpatent aber nur für diese Kolonie Gültigkeit hatte, fürchteten einige „Fremde“, sie würden in der neuen Kolonie nicht fair behandelt werden. Deshalb verfassten die 41 Kongregationalisten am 21. November vor der definitiven Landung am Plymouth Rock bei Cape Cod im Dezember 1620 den Mayflower-Vertrag (englisch: Mayflower Compact), der festlegte, dass die Kolonie nach gerechten und für alle Bewohner in gleicher Weise gültigen Gesetzen regiert werden sollte.

## Anfänge, Wachstum und Ende der Selbständigkeit der Kolonie
In ihrer Siedlung Plymouth und auf dem geankerten Schiff starben im Winter 1620/1621 fast die Hälfte der Kolonisten, obwohl sie von benachbarten Indianern Nahrungsmittel erhalten hatten. Am 1. April 1621 bekamen sie mit dem Indianer Squanto einen mehrsprachigen Vermittler, trotzdem entstanden Spannungen zwischen beiden Gruppen. Ein Friedensvertrag wurde geschlossen, und gemeinsam wurde im Oktober 1621 das erste dreitägige Erntedankfest (englisch: Thanksgiving) gefeiert. Durch den starken Zuzug von weiteren Engländern kam es in der Folgezeit zu militärischen Auseinandersetzungen zwischen den Siedlern und der durch Seuchen dezimierten Urbevölkerung, insbesondere im Pequot-Krieg 1637 und im King Philip’s War 1675 bis 1676. Das Ende der auf etwa 7.000 Bewohner angewachsenen Plymouth Colony kam 1691, als sie auf königliche Anweisung mit der wesentlich größeren Massachusetts Bay Colony vereinigt und einem aus England entsandten Gouverneur unterstellt wurde.

## Religion

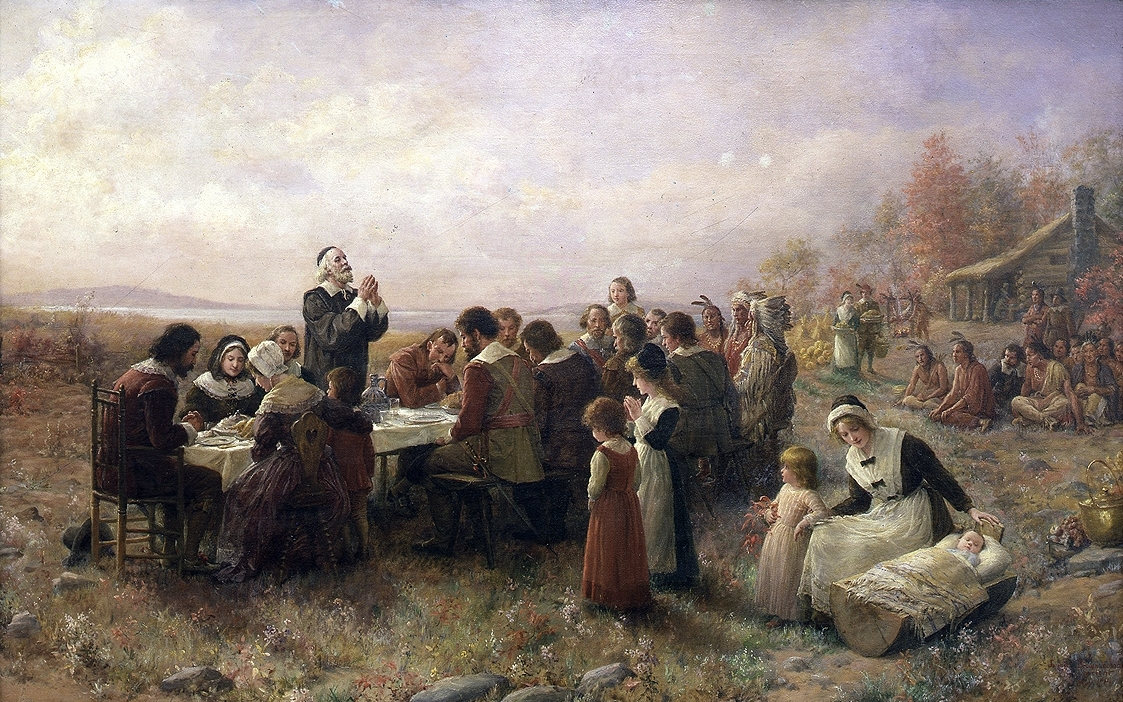
Das erste Thanksgiving in der Plymouth Colony – Gemälde von Jennie Augusta Brownscombe (1914)

Die separatistischen Kongregationalisten waren eine Gruppierung innerhalb der puritanischen Bewegung in England. Puritaner im engeren Sinn, wie sie beispielsweise ab 1628 in der Massachusetts Bay Colony siedelten, blieben innerhalb der anglikanischen Kirche, wollten diese aber von allen „katholischen“ Strukturelementen wie etwa der Verwendung der lateinischen Sprache im Gottesdienst und liturgischer Gewänder, vor allem aber vom Bischofsamt „reinigen“ (englisch: purify). Dagegen hatten sich die Separatisten vollständig von der Kirche von England getrennt. Theologisch unterschieden sie sich nur unwesentlich von den Puritanern. Beide Gruppen waren entschiedene Calvinisten. Geprägt von der calvinistischen Föderaltheologie, waren sie überzeugt, dass Gott mit ihnen einen Bund oder Vertrag (englisch: covenant) geschlossen und sie auch untereinander zu einer Gemeinschaft von Erwählten und Erlösten zusammengeführt hatte. Aus Dankbarkeit und Gehorsam fühlten sie sich verpflichtet, ein Leben zu führen, wie es ihrer Ansicht nach die Bibel vorschrieb: Fleiß, Sparsamkeit, Pflicht- und Verantwortungsbewusstsein, Verzicht auf Luxus und übermäßige Ausgelassenheit. Aber sie wussten auch durchaus Feste zu feiern, z. B. Thanksgiving. Es herrschte strenge Kirchenzucht; alle Kolonisten, auch die Anglikaner, waren zum Gottesdienstbesuch verpflichtet.
Nach kongregationalistischer Auffassung untersteht jede Kirchengemeinde (englisch: congregation; daher der Begriff Kongregationalismus) unmittelbar Gott bzw. Christus und wird von ihm regiert. Die Laien sind den Geistlichen gleichgestellt. Die Kirchengemeinden haben eine demokratische Struktur. Pfarrer, Lehrer und Kirchenälteste (Presbyter; Kirchengemeinderäte), also Laien, werden von der Gemeinde gewählt und sind dieser gegenüber verantwortlich. Diese Kirchenregierung war theologisch durch Martin Luthers Lehre vom Priestertum aller Gläubigen und Johannes Calvins Kirchenordnung ermöglicht worden, der zufolge die Kirchenältesten gleichberechtigt an der Leitung der Gemeinde beteiligt sind. Da Pastor Robinson mit einem Teil der Gemeinde in den Niederlanden geblieben war, leitete der Kirchenälteste William Brewster die Separatisten in Plymouth, bis 1629 der neu aus England immigrierte Pastor Ralph Smith diese Aufgabe übernahm. Als immer mehr Einwanderer ankamen, wuchs wegen akuten Pfarrermangels die Bedeutung der Laien noch stärker. Oft waren sie es, die neue Kirchengemeinden gründeten, Gottesdienste hielten und das Fortbestehen der Gemeinden gewährleisteten.

## Recht und Verwaltung
Der Mayflower-Vertrag, ein Gesellschaftsvertrag, bildete die Verfassung der Kolonie. Nach dem Modell gestaltet, das die Kongregationalisten für die Gründung neuer Kirchengemeinden verwendeten, sicherte er „gerechte“ und für alle Bewohner der Plymouth Colony in „gleicher Weise“ gültige Gesetze (englisch: just and equal laws) zu. Die Kongregationalisten übertrugen die in ihren Kirchengemeinden praktizierte repräsentative Demokratie auch auf die Regelung der weltlichen Angelegenheiten ihres Gemeinwesens. Sie waren überzeugt, dass die Demokratie die von Gott gewollte Regierungsform war. Wahlberechtigt waren die „Freien“ (englisch: freemen), d. h. die erwachsenen männlichen Siedler, die wirtschaftlich unabhängig waren und einen guten Leumund hatten; anfangs gehörten dazu auch eine Reihe von „Fremden“. Später wurde ein religiöser Test eingeführt, um insbesondere zu verhindern, dass Quäker den Status als freemen erlangen konnten. Die „Freien“ bildeten die „Generalversammlung“ (englisch: General Court), die durch Wahl jeweils für ein Jahr einen Gouverneur und seine sieben „Assistenten“ bestimmten. Eine Wiederwahl war möglich. William Bradford war fünfmal Gouverneur (insgesamt 28 Jahre) und Edward Winslow dreimal. Die Generalversammlung war Legislative und Judikative, der Gouverneur bildete zusammen mit seinen Assistenten die Exekutive. Diese Gewaltenteilung folgte einer Empfehlung Calvins, der, um den Missbrauch politischer Macht zu verhindern oder zumindest zu minimieren, ein System sich gegenseitig ergänzender und kontrollierender Staatsorgane vorgeschlagen hatte.
Die Gesetze, die die Generalversammlung auf der Grundlage des Mayflower-Vertrags erließ, bildeten eine Mischung aus englischem Common Law und Rechtsvorschriften der Bibel. Sie wurden 1636 im Book of Laws kodifiziert. Als die Siedler 1625 die Schulden, die sie bei einer englischen Aktiengesellschaft zur teilweisen Finanzierung der Überfahrt gemacht hatten, getilgt hatten, waren sie alleinige Eigentümer der Kolonie. 1627 wurde die Aktiengesellschaft liquidiert. Da weder eine englische Handelsgesellschaft noch der König oder das Londoner Parlament Einfluss auf die Kolonie ausübten, war diese eine repräsentative Demokratie, de facto eine Republik (englisch: self-rule).
Mit der Zeit wurden weitere Ortschaften (englisch: towns) gebaut und drei Landkreise (counties) eingerichtet, deren Bewohner ebenfalls in der Generalversammlung vertreten waren.

## Wirtschaft und Bildungswesen

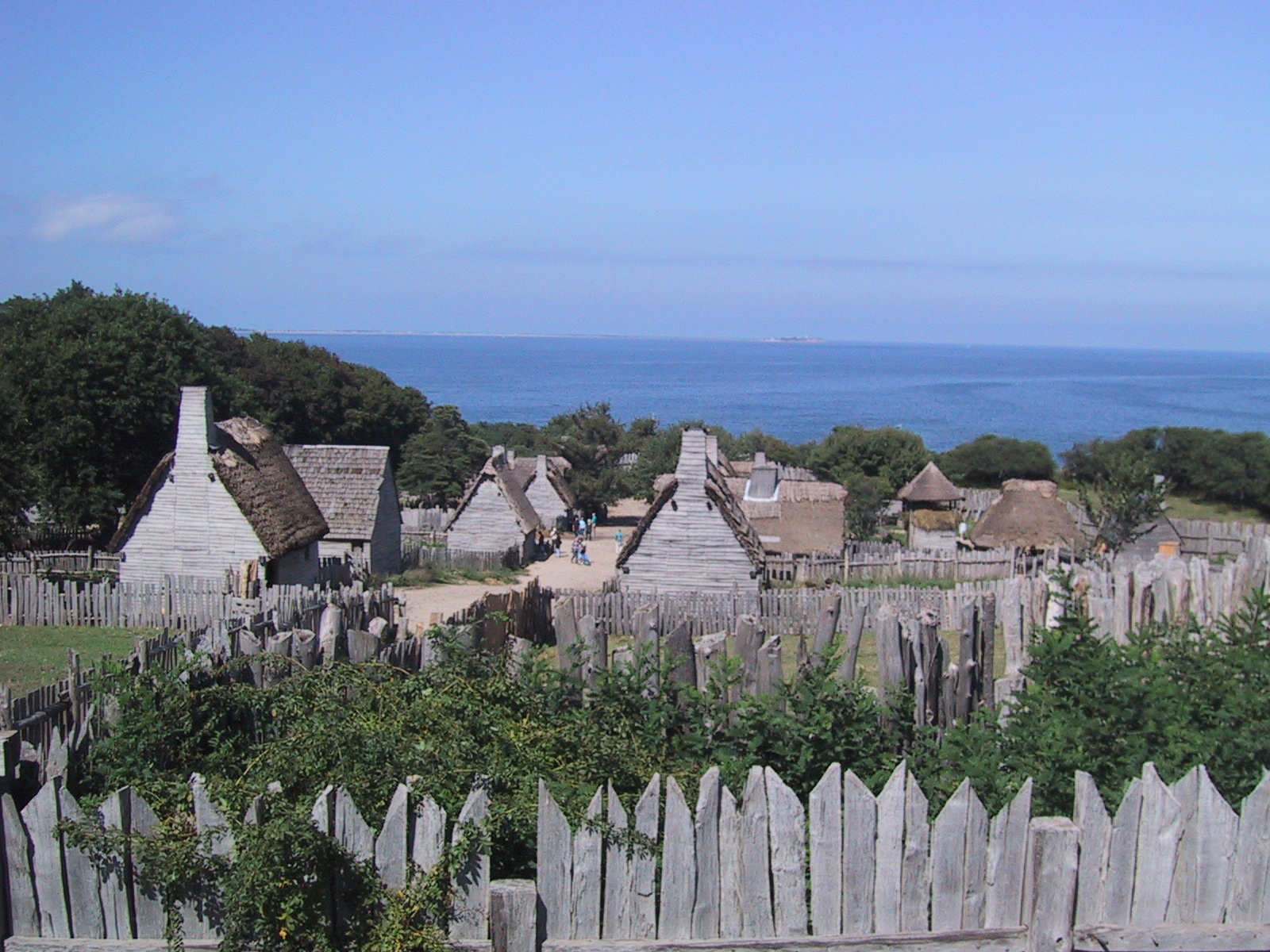
Rekonstruktion der frühen Plymouth Colony (als Plimoth Plantation)

Die Bewohner der Plymouth Colony lebten hauptsächlich vom Pelzhandel und der Landwirtschaft. Angebaut wurden Pflanzenarten wie Mais, Kürbisse und Bohnen, die die Siedler von der Urbevölkerung übernahmen. Zudem wurden die in Europa üblichen Nutzpflanzen und -tiere eingeführt. Aus topographischen Gründen und wegen der relativ dichten Besiedlung des Gebiets durch Ureinwohner konnte kein Großgrundbesitz entstehen, so dass es zu keinen größeren sozialen Unterschieden kam. Nur sehr wenige Familien konnten sich Sklaven leisten.
Den Reformatoren war es wichtig, dass jedes Gemeindeglied die Bibel selbständig lesen konnte. In den ersten Jahren waren in der Kolonie die Eltern verpflichtet, ihre Kinder Lesen und Schreiben zu lehren. Später wurden öffentliche Schulen eingerichtet. Es bestand Schulpflicht sowohl für Jungen als auch für Mädchen.

## Geschichtliche Bedeutung
Jedes Jahr erinnern sich die Amerikaner am vierten Donnerstag im November, dem Thanksgiving Day, an das erste von englischen Auswanderern auf amerikanischem Boden gefeierte Erntedankfest und an die bescheidenen Anfänge ihrer Nation. Obwohl die Pilgerväter (englisch: pilgrims) eigentlich nur einen Ort suchten, an dem sie ihren puritanischen Glauben frei leben und die angefangene Reformation umsetzen konnten, entwickelte sich danach die Vorstellung einer auserwählten Nation und später der Auftrag, Freiheit und Demokratie weltweit zu verbreiten. Die Kolonie wurde Gegenstand von Filmen und Erzählungen. Beispielsweise lehnt sich Nathaniel Hawthornes Roman The Scarlet Letter (Der scharlachrote Buchstabe) an Geschehnisse in der Plymouth Colony und der Massachusetts Bay Colony an.